# Стаціонарний стан дисипативної системи
Стаціона́рний стан дисипати́вної систе́ми — стан відкритої нелінійної дисипативної системи, при якому швидкості зміни всіх процесів дорівнюють нулю.
Стаціонарні стани можуть бути стійкими чи нестійкими, залежно від поведінки системи при незначному відхиленні. Зміна кількості чи характеру стійкості стаціонарних точок залежно від параметра називається біфуркацією.

## Математичне формулювання
Еволюція однорідної дисипативної системи задається в загальному випадку системою нелінійних диференціальних рівнянь
{\displaystyle {\frac {dx_{i}}{dt}}=f_{i}(x_{1},x_{2},\ldots ,x_{N})},
де {\displaystyle x_{i}} — динамічні змінні.
В багатьох випадках функції {\displaystyle f_{i}} залежать від часу лише опосередковано, через динамічні змінні. Тоді система нелінійних рівнянь
{\displaystyle f_{i}(x_{1},x_{2},\ldots ,x_{N})=0}
визначає так звані стаціонарні точки, що описують стаціонарні стани дисипативної системи. Для стаціонарних точок
{\displaystyle {\frac {dx_{i}}{dt}}=0}.

### Дослідження на стійкість
Характер еволюції системи при малому відхиленні змінних системи від стаціонарних станів можна дослідити, аналізуючи лінеаризовану систему диференційних рівнянь в околі стаціонарної точки
{\displaystyle {\frac {\delta x_{i}}{dt}}=\sum _{j}A_{ij}\delta x_{j}},
де {\displaystyle \delta x_{i}} — мале відхилення динамічної змінної від її значення в стаціонарній точці, а {\displaystyle A_{ij}={\frac {\partial f_{i}}{\partial x_{j}}}}.
Шукаючи розв'язок даної лінійної системи диференціальних рівнянь у вигляді
{\displaystyle \delta x_{i}=a_{i}e^{\lambda t}\,}, визначається секулярне рівняння для параметра λ
{\displaystyle {\text{det}}\,|\lambda I-A|=0},
де I — одинична матриця.
- Якщо всі корені цього рівняння мають від'ємну дійсну частину, то стаціонарна точка називається стійкою.
  - Якщо при цьому всі корені рівняння дійсні, то стаціонарна точка називається стійким вузлом.
  - Якщо серед коренів секулярного рівняння існує хоча б одна пара комплексних, то стаціонарна точка називається стійким фокусом.
- Якщо хоча б один корінь секулярного рівняння має додатну дійсну частину, то стаціонарна точка називається нестійкою.
  - Якщо при цьому всі корені дійсні, то стаціонарна точка називається нестійким вузлом.
  - Якщо серед коренів є комплексні, то стаціонарна точка називається нестійким фокусом.

Такий аналіз стаціонарної точки називається аналізом на стійкість у сенсі Ляпунова.

## Стаціонарний стан у кінетиці (steady state)
В залежності від умов проведення реакції розрізняють два випадки.
- У випадку складених реакцій, які включають високореактивні інтермедіати — стан, коли зміна концентрації кожного з них після певного (звичайно короткого) часу дорівнює нулю. Такий стан досягається, коли швидкість їх утворення зрівнюється зі швидкістю витрати, а їх концентрації практично не змінюються з часом. Тоді рівняння швидкості записують лише як функцію концентрацій реагентів, що знаходяться в

макроскопічних кількостях (наближення стаціонарного стану не передбачає, що концентрації активних інтермедіатів повинні бути приблизно сталими, воно лише означає, що абсолютна швидкість їх перетворення є набагато меншою, ніж швидкості перетворення реагентів, які наявні в макрокількостях).
- У проточному реакторі ідеального змішування — стан при такому режимі ведення процесу (зокрема введення в систему реактантів), коли всі концентрації є незмінними в часі.